# Tumba de Grant
A Tumba de Grant (em inglês: General Grant National Memorial) é um mausoléu onde se encontram os restos mortais de Ulysses S. Grant, 18º Presidente dos Estados Unidos, e sua esposa, Julia Grant. Concluído em 1897, o monumento localiza-se no Parque Riverside, Manhattan, Nova Iorque. Em 1958, foi incorporado ao Serviço Nacional de Parques.

## História

### Iniciativa
Em 23 de julho de 1885, Ulysses S. Grant faleceu vítima de câncer na garganta aos 63 anos de idade em Wilton, Nova Iorque. A família concordou em sepultar seus restos mortais na cidade de Nova Iorque. William Russell Grace, o então prefeito da cidade, escreveu uma carta a nova-iorquinos proeminentes propondo a construção de um monumento em homenagem ao ex-presidente falecido.
Foi realizada uma reunião de 85 cidadãos locais e formado um Comitê de Organização. A liderança do Comitê foi composta pelo ex-Presidente Chester Arthur e Richard T. Greener como presidente e secretário, respectivamente. A organização ficaria conhecida como Associação do Monumento Grant ou Grant Monument Association (GMA).
A Associação do Monumento Grant não havia anunciado originalmente a função ou estrutura do monumento em si; contudo, a ideia de qualquer monumento em homenagem a Ulysses Grant gerava forte apoio popular. Em 29 de julho, data em que foi anunciada a captação de recursos para a construção, a Western Union doou 5 mil dólares para a associação. Em determinada reunião, o ex-governador do estado de Nova Iorque, Alonzo Cornell, propôs um alvo de 1 milhão de dólares em doações. Apesar de haver um grande entusiasmo em erguer um monumento ao Presidente Grant, algumas resistências foram levantadas por opositores públicos da imprensa; O jornal Clay County Enterprise, de Indiana, opôs-se fortemente a captação de recursos para o monumento.